# Antoine Fouquelin
Antoine Fouquelin, né à Chauny-en-Vermandois (Picardie) et mort en 1561 à Paris, est un universitaire français de la Renaissance, surtout connu par son livre La Rhétorique française.
Il a été précepteur de la princesse Marie Stuart (1542-1587), éduquée à la cour de France à partir de 1548, en vue de son mariage avec le dauphin François.

## Biographie
Sa vie est assez mal connue. Son nom apparaît sous des formes diverses selon les imprimeurs et les auteurs ; André Wechel qui édite sa Rhétorique française à Paris en 1555, le nomme « Foclin », puis, en 1557, « Fouqueldin » dans l'édition des Satires de Perse dont il a donné un commentaire. Radier le nomme « Foulquier », Brantôme « Fouclin ». Un bulletin de 1960, concernant la ville universitaire d'Orléans l'enregistre avec le patronyme d'Antoine « Poquelin ».
Pendant près de neuf ans, il suit l'enseignement de Pierre de La Ramée, dit « Ramus », et celui d'Omer Talon (1510-1562), dans les disciplines de la logique et de la rhétorique. Son commentaire en latin des œuvres de Perse est d'ailleurs dédié à Ramus. 
Devenu professeur au collège de Presles à Paris, Fouquelin donne des cours sur la philosophie d’Aristote et lit en public les Satires de Perse.
Une lettre de Fouquelin adressée à Charles IX, dans laquelle il parle de Jacques Amyot et de Guillaume Chrestien, nous renseigne sur le fait qu'il a enseigné le droit à Orléans.
Il épouse une fille de Guillaume Chrestien, médecin du duc de Bouillon, puis du roi François 1er, et enfin de Henri II. Son beau-frère Florent Chrestien est un des rédacteurs de la Satire Ménippée.

## La Rhétorique Française
Cet ouvrage est imprimé en 1555, et de nouveau en 1557, dans les deux cas à Paris chez André Wechel. C'est le premier traité publié en français après le Champ fleury de Geoffroy Tory (1529).

### Le rôle de Marie Stuart
Marie Stuart en est la dédicataire et sans doute l'instigatrice. Selon Brantôme, en effet, elle lui aurait demandé d'écrire :

« une rhétorique en français, que nous avons encore en lumière, afin qu’elle entendit mieux et se fit plus éloquente en français comme elle a été et mieux que si dans la France même, elle avait pris naissance »

.
La page de titre de l'ouvrage d'Antoine Fouquelin est la suivante : 

« LA RHETORIQUE FRANCOISE / D'ANTOINE FOCLIN / de Chauny en Vermandois, / A TRESILLUSTRE PRINCESSE / MADAME MARIE ROYNE D'ECOSSE. »

La préface évoque aussi un discours en latin prononcé par Marie Stuart devant la cour en 1555 :

« ... vous souteniez par une oraison bien latine, et défendiez contre la commune opinion qu’il était bienséant aux femmes de savoir les lettres et arts libéraux... »

### Organisation de l'ouvrage
Humaniste, très lié à Pierre Ronsard et à Du Bellay, Fouquelin considère que le français doit emprunter « les vestements (...) et les plumes d'autruy » pour se constituer comme langue forte et nationale.
Dans son livre, Antoine Fouquelin reproduit de nombreuses citations extraites des recueils de vers des poètes français de l’époque, témoignage de sa culture et de sa passion de lire. L'objet de sa Rhétorique française est d'étudier principalement les tropes, conditions d'une argumentation soignée. Il analyse peu l'art oratoire en soi, se contentant en préambule d'indiquer que « Rhétorique, est un art de bien et élégamment parler. », puis d'examiner les « parties de la rhétorique » : « Rhetorique à deux parties Elocution et Pronuntiation ».

### Les tropes et les figures: objets de sa rhétorique
Fouquelin distingue ainsi l'élocution composée des tropes et des figures (de style dirait-on aujourd'hui) :

« Élocution n’est autre chose, que l’ornement et enrichissement de la parole et oraison: laquelle a deux espèces, l’une est appelée Trope, l’autre Figure »

« Trope, est une élocution, par laquelle la propre et naturelle signification du mot est changée en une autre: ce que declare ce mot (Trope) qui signifie en françois, mutation »

Parmi ces tropes, l'auteur distingue ensuite quatre types :

« Il y a quatre sortes de Trope: Metonomie, Ironie, Metaphore, Synecdoche »

Il examine ensuite à chaque chapitre un trope rhétorique :
- Métonymie. Première manière de Métonymie. Seconde manière. Troisième manière. Quatrième manière.
- Ironie
- Métaphore. Catachrèse. Allégorie. Énigme. Hyperbole. Chois de Métaphore.
- Synecdoque

Les autres chapitres sont ensuite consacrés à l'étude des figures :
- Figure. Division de Figure
- Epizeuxe
- Anaphore
- Epistrophe
- Epanalespse
- Epanode
- Anadiplose
- Gradation
- Polyptote
- Optation. Déprécation. Addubitation. Communication
- Permission. Concession
- Prosopopeie. Prosopopeie continue. Dialogisme. Prosopopeie oblique. Vice de Prosopopeie
- Breve Digression
- Apostrophe
- Reticence
- Correction
- Exclamation. Execration. Epiphoneme
- Sustentation
- Licence
- Pronontiation. Parties de Pronontiation

### Postérité de l'œuvre
Antoine Fouquelin est considéré comme l'un des rhétoriqueurs majeurs de la Renaissance, à l'origine de l'une des premières tentatives de compréhension et de classification des tropes et des figures de style. 
En somme il est l'un des premiers artisans du français comme langue nationale.

## Œuvres
- Antoine Fouquelin, La Rhétorique française, Paris, André Wechel, 1555en ligne sur Gallica